# دکسترومتورفان/کینیدین
دکسترومتورفان/کینیدین (انگلیسی: Dextromethorphan/quinidine) با نام تجاری Nuedexta، یک داروی ترکیبی است که حاوی دکسترومتورفان و داروی ضد آریتمی کلاس I کینیدین است. این نخستین داروی تأیید شده توسط سازمان و غذای آمریکا جهت درمان ناخویشتن‌داری عاطفی (PBA) است.

## تداخلات دارویی
- دزپپرامین (سوبسترای CYP2D6)[۱] - سطح آن ۸ برابر افزایش می‌یابد.
- پاروکستین (سوبسترا و بازدارندهٔ CYP2D6)[۱]
- ممانتین

## موارد منع مصرف
- بلوک کامل دهلیزی-بطنی قلب
- مصرف همزان داروهای کینیدین، کینین، مفلوکین
- مصرف همزمان با داروهایی که فاصلهٔ QT را افزایش داده و توسط آنزیم CYP2D6 کبد متابولیزه می‌شوند (تیوریدازین، پیموزاید)
- مصرف همزمان بازدارنده‌های مونوآمین اکسیداز یا استفاده از آنها ظرف دو هفتهٔ گذشته
- نارسایی قلب
- حساسیت به دکسترومتورفان
- حساسیت به کینیدین، مفلوکین یا کینین
- هرگونه افزایش فاصلهٔ QT در نوار قلب یا سندرم مادرزادی QT طولانی

## عوارض جانبی
برخی عوارض جانبی دارو عبارتند از:
- درد شکمی
- سستی
- سرفه
- اسهال (در ۱۳٪ بیماران گزارش شده‌است)
- گیجی
- بالا رفتن گاما گلوتامیل ترانس پپتیداز
- باد شکم
- آنفلوآنزا
- سندرم کیوتی
- گرفتگی عضلات
- ادم محیطی
- عفونت ادراری
- استفراغ

## استفاده‌های احتمالی دیگر
این ترکیب دارویی جهت استفاده در موارد زیر در دست بررسی است:
- بیماری آلزایمر[۴]
- اختلال افسردگی عمده[۵]